# العلاقات التونسية الرومانية
العلاقات التونسية الرومانية هي العلاقات الثنائية التي تجمع بين تونس ورومانيا.

## مقارنة بين البلدين
هذه مقارنة عامة ومرجعية للدولتين:
| وجه المقارنة                                              | تونس                                       | رومانيا                                                                               |
| --------------------------------------------------------- | ------------------------------------------ | ------------------------------------------------------------------------------------- |
| المساحة (كم2)                                             | 163.61 ألف                                 | 238.40 ألف                                                                            |
| عدد السكان (نسمة)                                         | 11.53 مليون                                | 19.59 مليون                                                                           |
| الكثافة السكانية (ن./كم²)                                 | 70.47                                      | 82.17                                                                                 |
| العاصمة                                                   | تونس                                       | بوخارست                                                                               |
| اللغة الرسمية                                             | اللغة العربية                              | اللغة الرومانية                                                                       |
| العملة                                                    | دينار تونسي                                | ليو روماني                                                                            |
| الناتج المحلي الإجمالي (بليون دولار)                      | 40.26 مليار                                | 211.80 مليار                                                                          |
| الناتج المحلي الإجمالي (تعادل القوة الشرائية) بليون دولار | 129.05 مليار                               | 465.56 مليار                                                                          |
| الناتج المحلي الإجمالي الاسمي للفرد دولار أمريكي          | 3.87 ألف                                   | 9.47 ألف                                                                              |
| الناتج المحلي الإجمالي للفرد دولار أمريكي                 | 11.44 ألف                                  | 23.63 ألف                                                                             |
| مؤشر التنمية البشرية                                      | 0.721                                      | 0.793                                                                                 |
| رمز المكالمات الدولي                                      | +216                                       | +40                                                                                   |
| رمز الإنترنت                                              | .tn                                        | .ro                                                                                   |
| المنطقة الزمنية                                           | ت ع م+01:00، توقيت وسط أوروبا، ت ع م+02:00 | ت ع م+02:00، ت ع م+03:00، أوروبا/بوخارست ‏، توقيت شرق أوروبا، توقيت شرق أوروبا الصيفي ‏ |

## منظمات دولية مشتركة
يشترك البلدان في عضوية مجموعة من المنظمات الدولية، منها:
| علم المنظمة | اسم المنظمة                               | تاريخ انضمام تونس | تاريخ انضمام رومانيا |
| ----------- | ----------------------------------------- | ----------------- | -------------------- |
|             | مؤسسة التنمية الدولية                     | 30 ديسمبر 1960    | 12 أبريل 2014        |
|             | المنظمة الهيدروغرافية الدولية             | ?                 | ?                    |
|             | مؤسسة التمويل الدولية                     | 25 يوليو 1962     | 23 سبتمبر 1990       |
|             | منظمة حظر الأسلحة الكيميائية              | ?                 | ?                    |
|             | يونسكو                                    | 8 نوفمبر 1956     | 27 يوليو 1956        |
|             | الأمم المتحدة                             | 12 نوفمبر 1956    | 14 ديسمبر 1955       |
|             | الاتحاد الدولي للاتصالات                  | 14 ديسمبر 1956    | 9 فبراير 1866        |
|             | منظمة الشرطة الجنائية الدولية             | ?                 | ?                    |
|             | البنك الدولي للإنشاء والتعمير             | 14 أبريل 1958     | 15 ديسمبر 1972       |
|             | الاتحاد البريدي العالمي                   | ?                 | ?                    |
|             | المركز الدولي لتسوية المنازعات الاستشارية | 14 أكتوبر 1966    | 12 أكتوبر 1975       |
|             | وكالة ضمان الاستثمار متعدد الأطراف        | 7 يونيو 1988      | 10 سبتمبر 1992       |
|             | منظمة التجارة العالمية                    | ?                 | 1995                 |
|             | الفريق المعني برصد الأرض                  | ?                 | ?                    |

## وصلات خارجية
- موقع وزارة الخارجية التونسية
- موقع وزارة الخارجية الرومانية